# Gurbrü
Gurbrü (fr. Corbruil) – gmina (niem. Einwohnergemeinde) w Szwajcarii, w kantonie Berno, w regionie administracyjnym Bern-Mittelland, w okręgu Bern-Mittelland.
Gmina po raz pierwszy została wspomniana w dokumentach w 1214 roku jako Gurbru.

## Demografia
W Gurbrü mieszkają 254 osoby. W 2020 roku 14,2% populacji gminy stanowiły osoby urodzone poza Szwajcarią.
W 2000 roku 97,1% populacji mówiło w języku niemieckim, 2,1% w języku francuskim, a 0,8% w języku portugalskim.

Zmiany w liczbie ludności są przedstawione na poniższym wykresie:

## Transport
Przez teren gminy przebiega autostrada A1 oraz droga główna nr 10.